# پیتشت
پیتشت (به رومانیایی: Piteşti) (تلفظ رومانیایی: [piˈteʃtʲ]) شهری در شهرستان ارجش در کشور رومانی واقع شده‌است. جمعیت این شهر ۱۶۸٬۴۵۸ نفر است. در ارتفاع ۲۸۷ متر از سطح دریا واقع شده‌است.

## نگارخانه

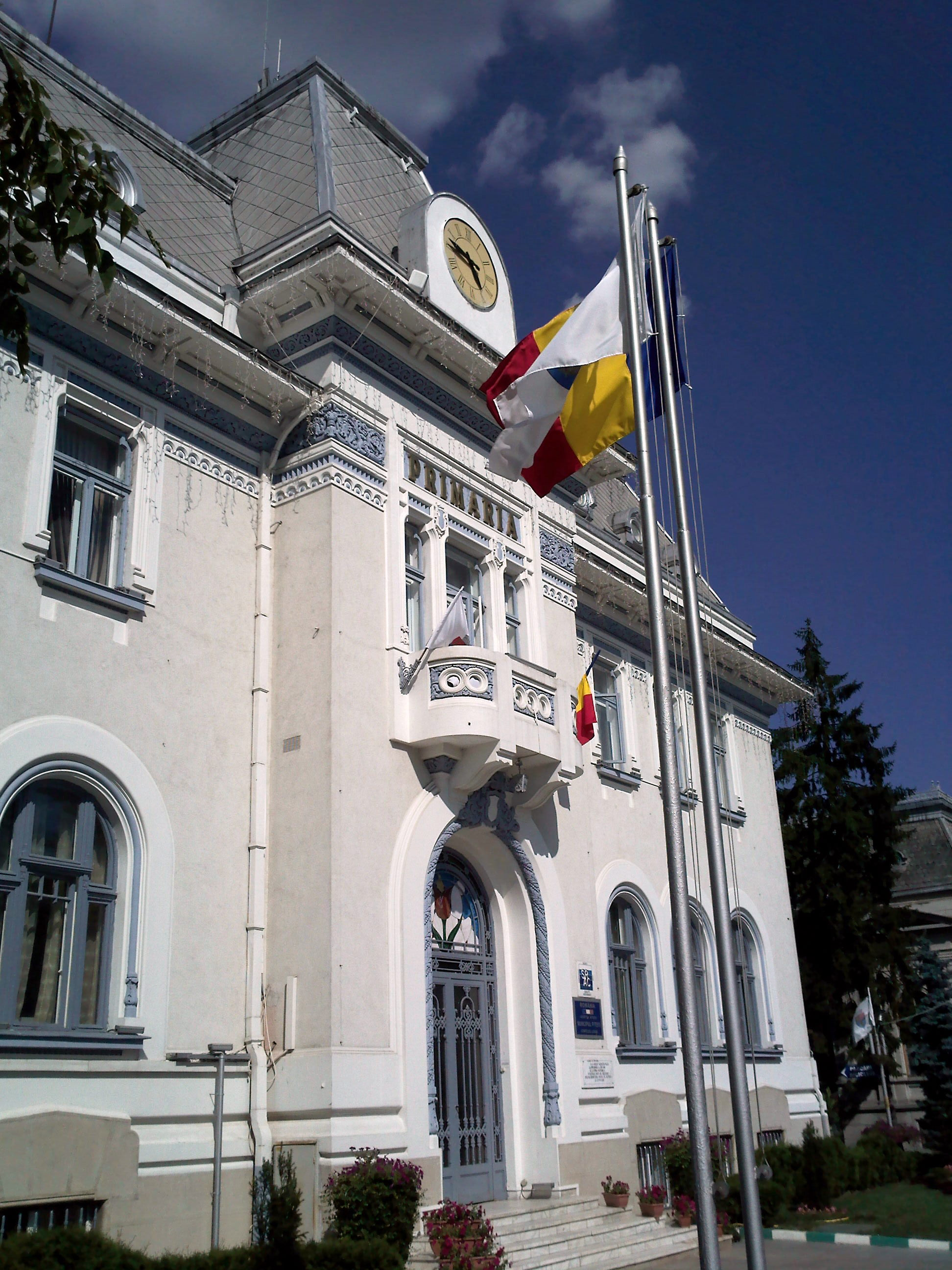
شهرداری پیتشت
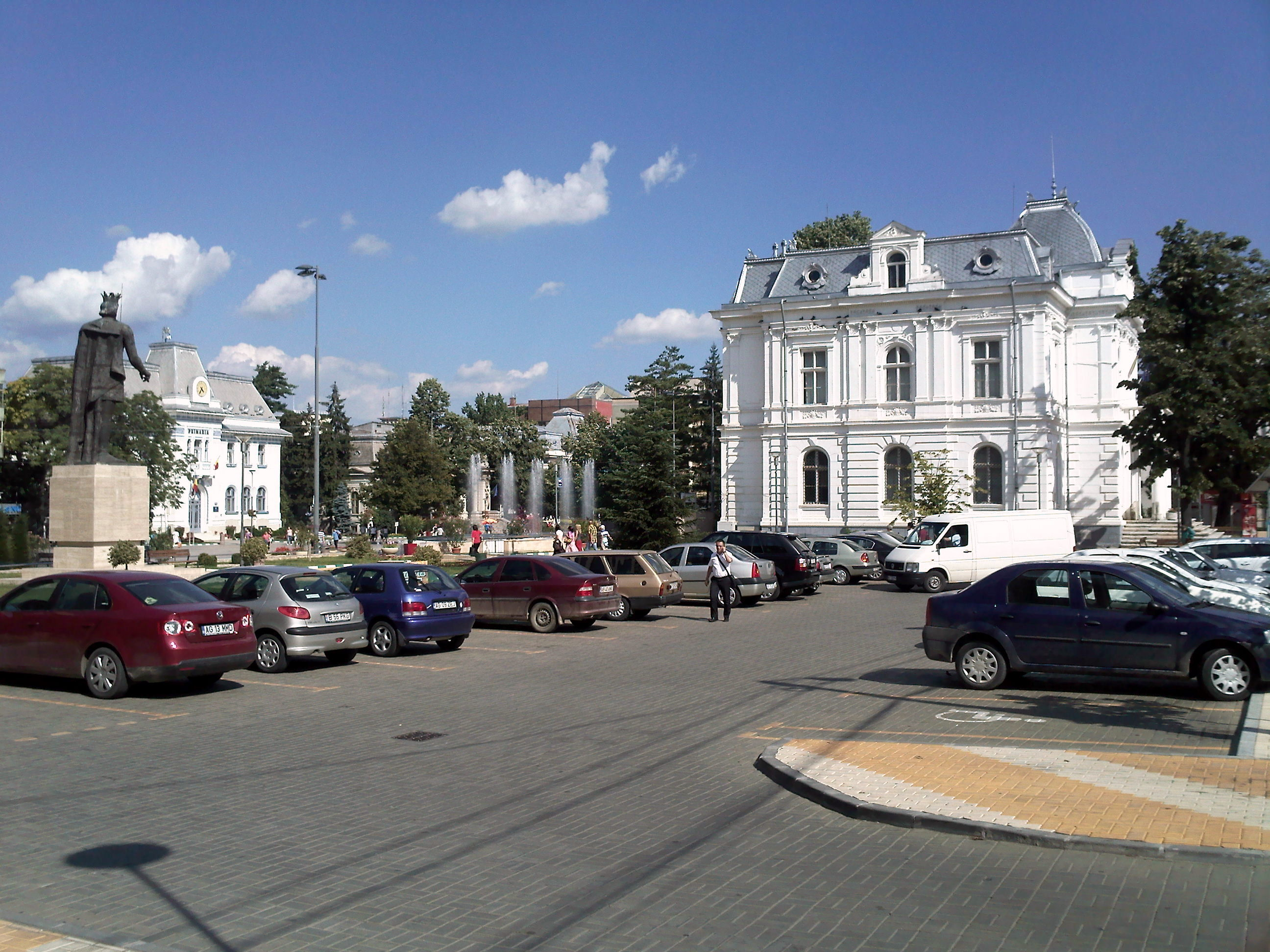
گالریِ هنرِ پیتشت
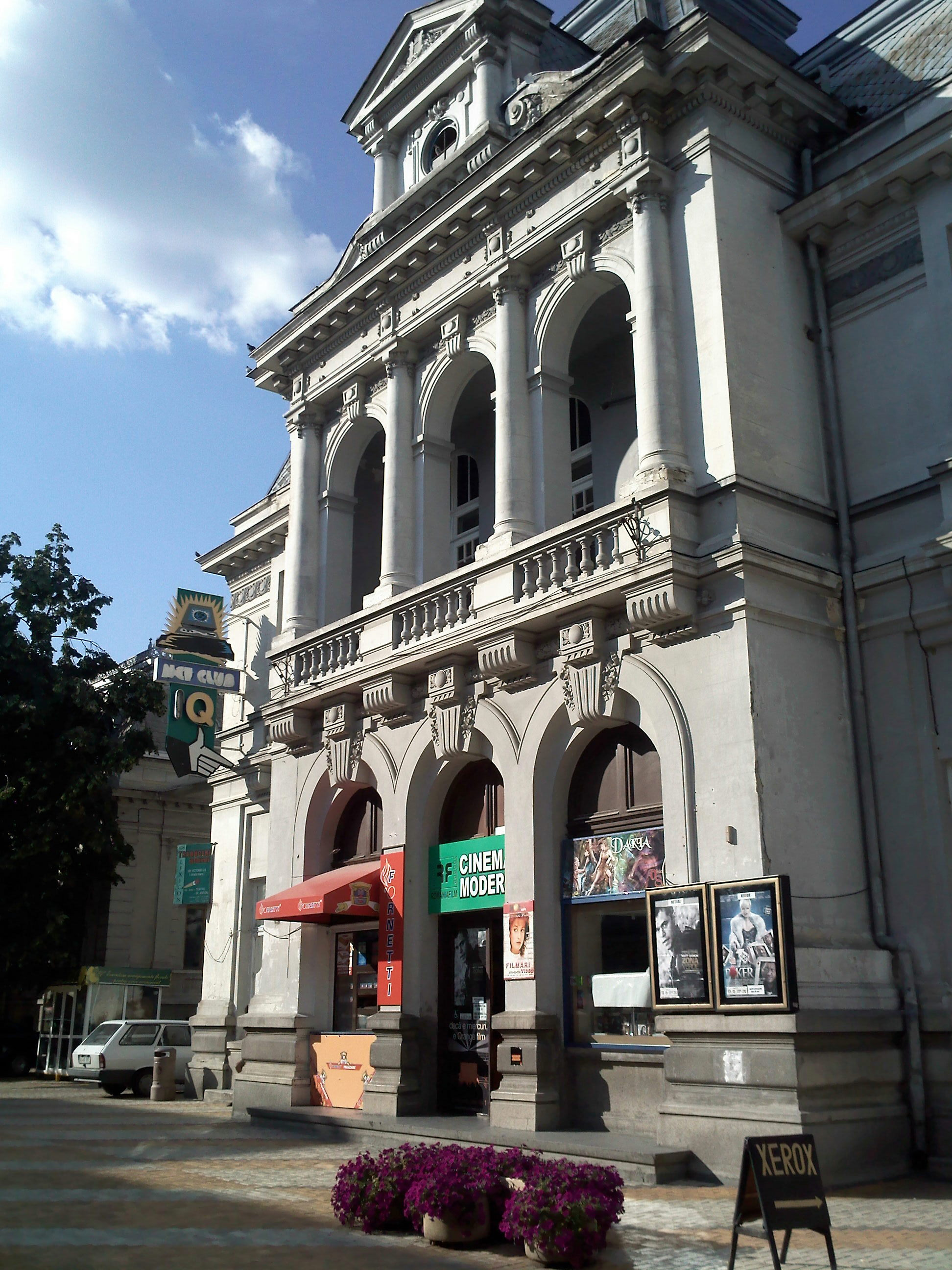
«سینما مدرن» در مرکزِر پیتشت
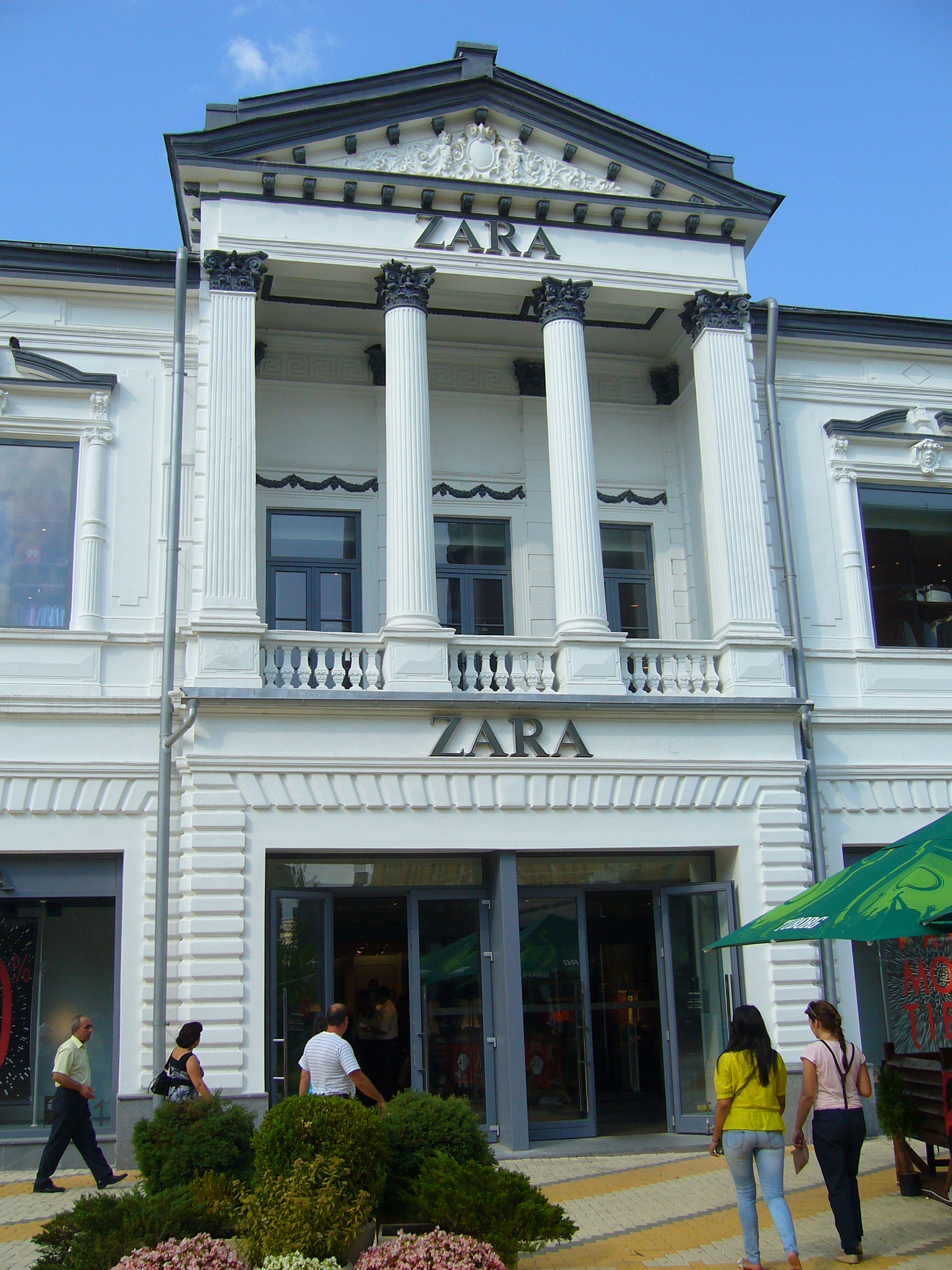
ساختمانی قدیمی در خیابان پیروزیِ پیتشت
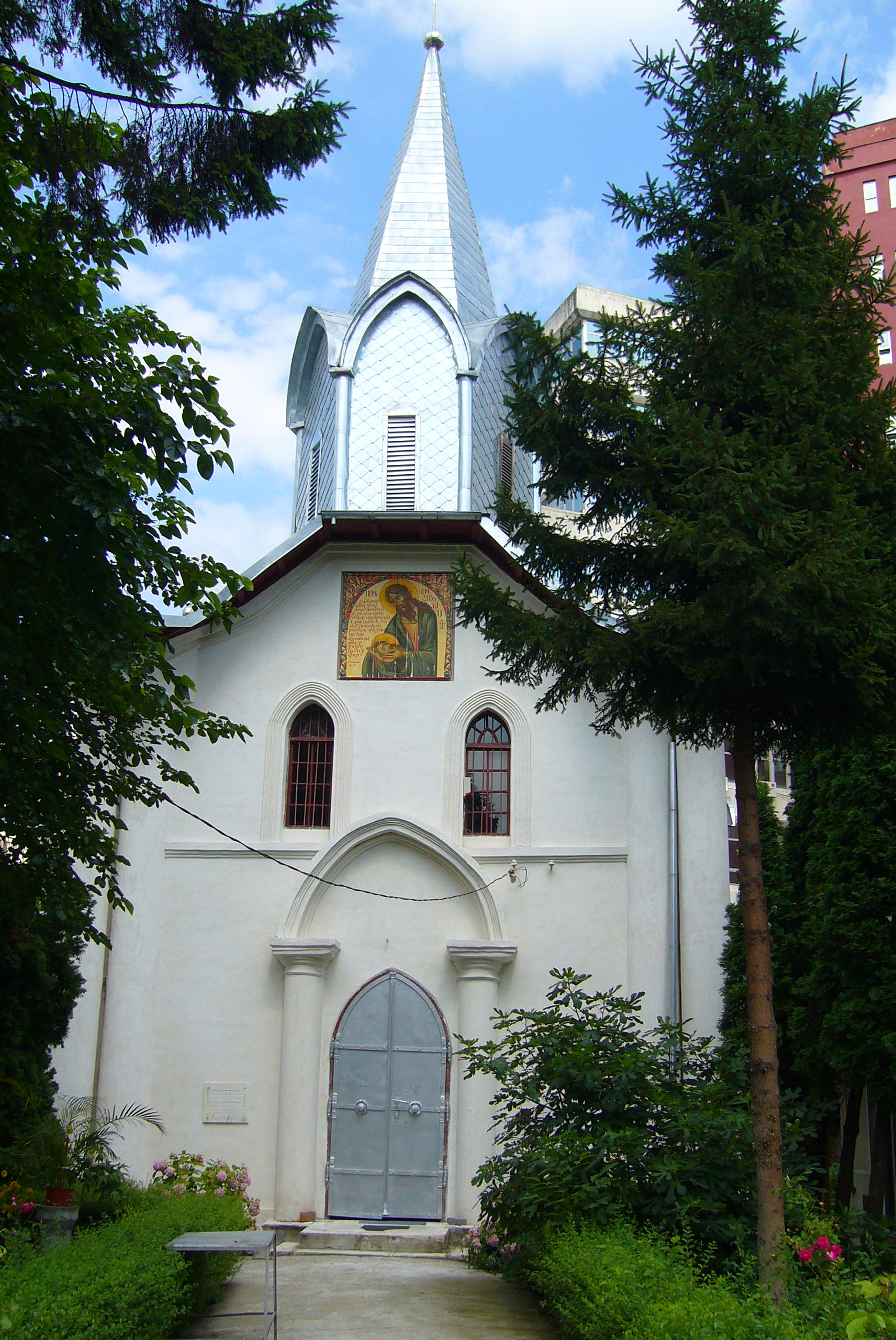
کلیسای ارامنه
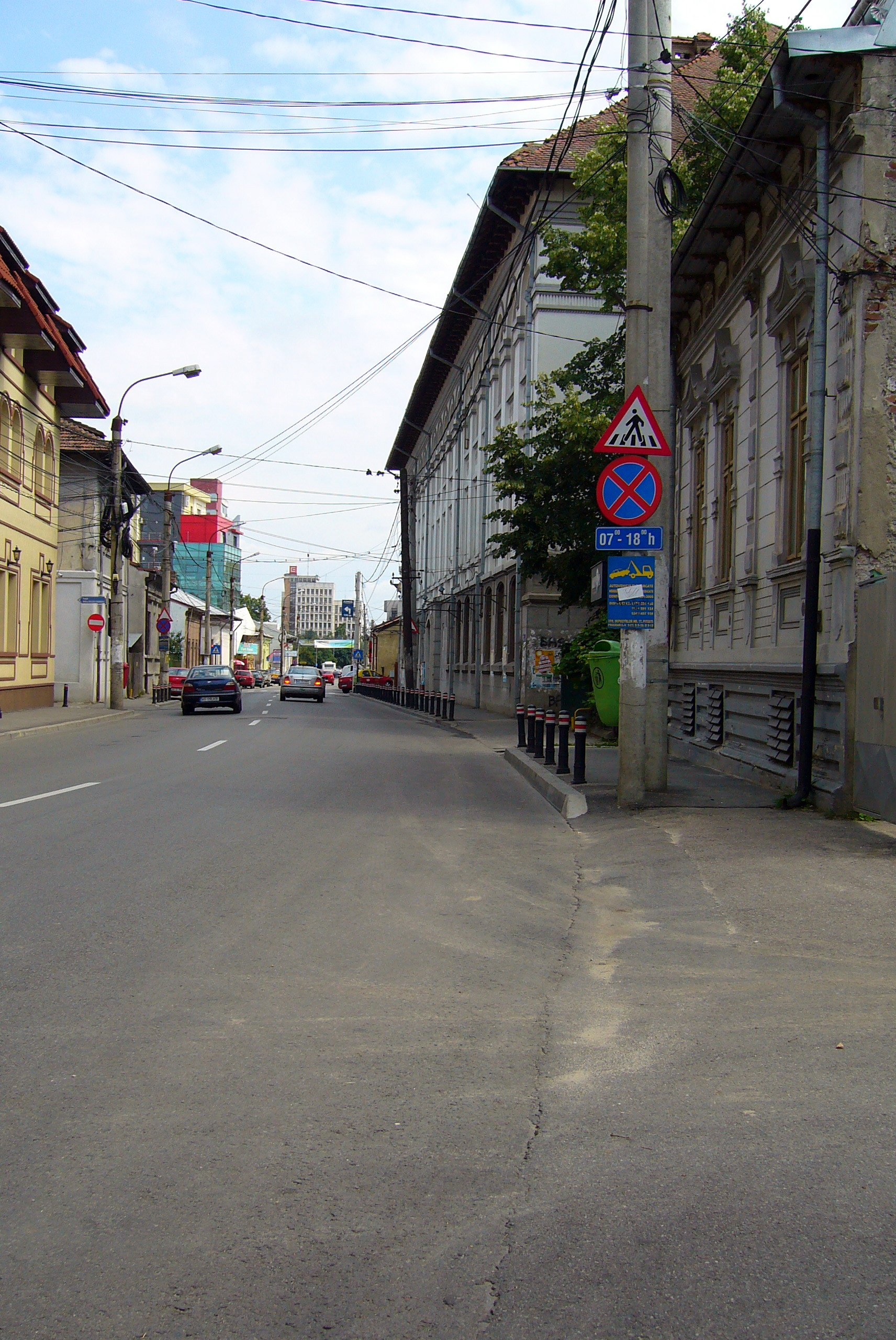
دبیرستان زینکا گُلِستو
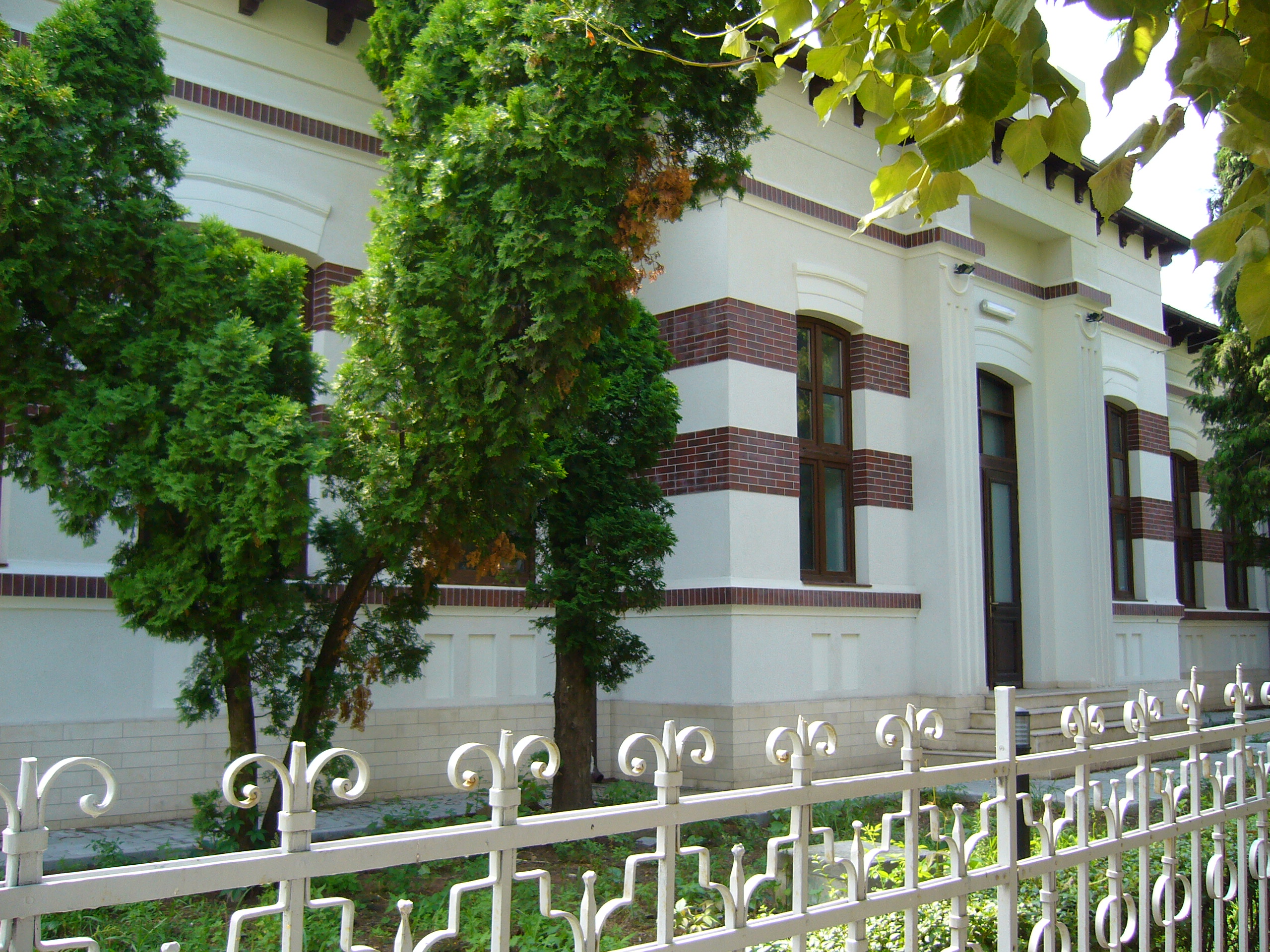
دبیرستان هنرِ دینو لاپاتی
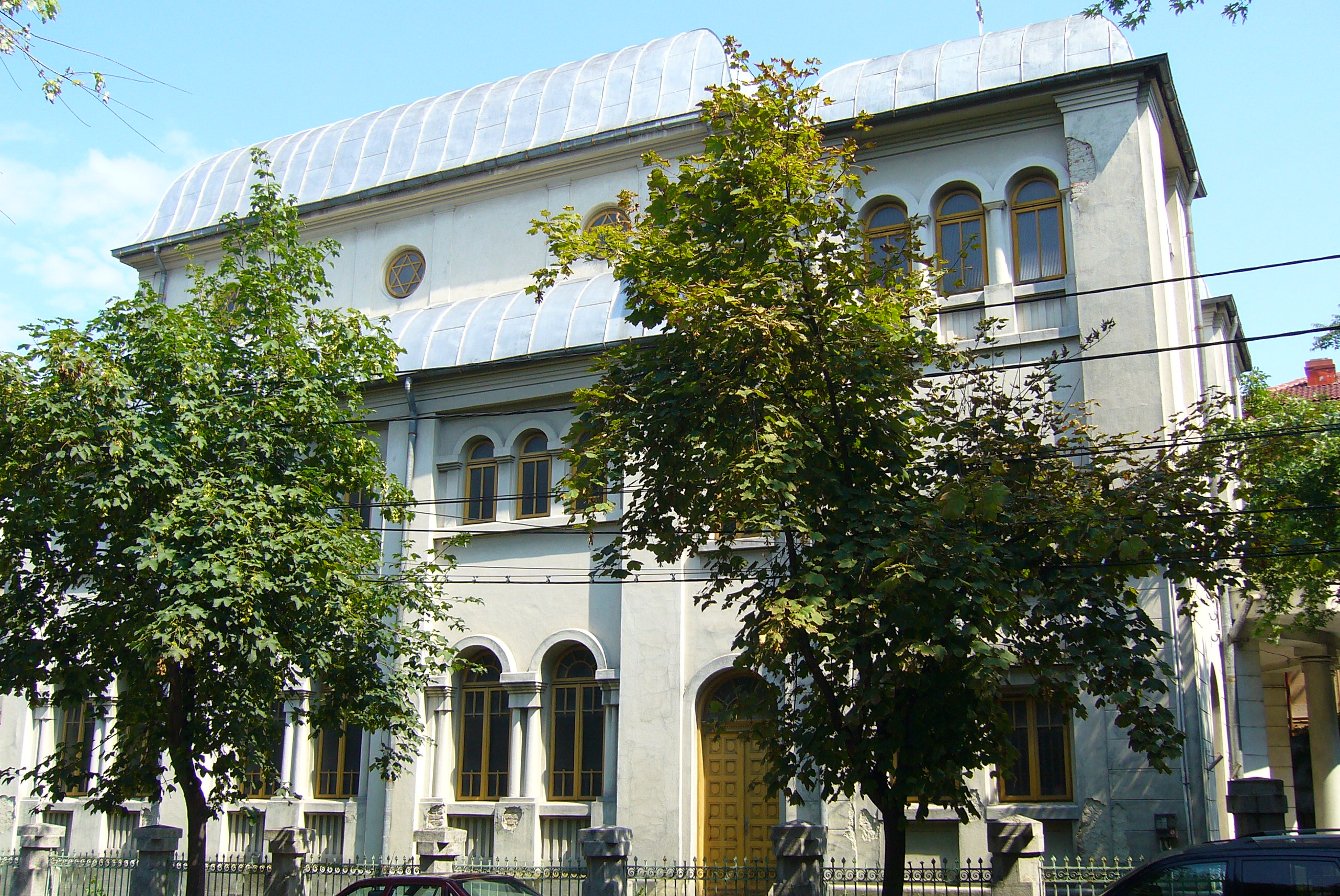
کنیسهٔ پیتشت
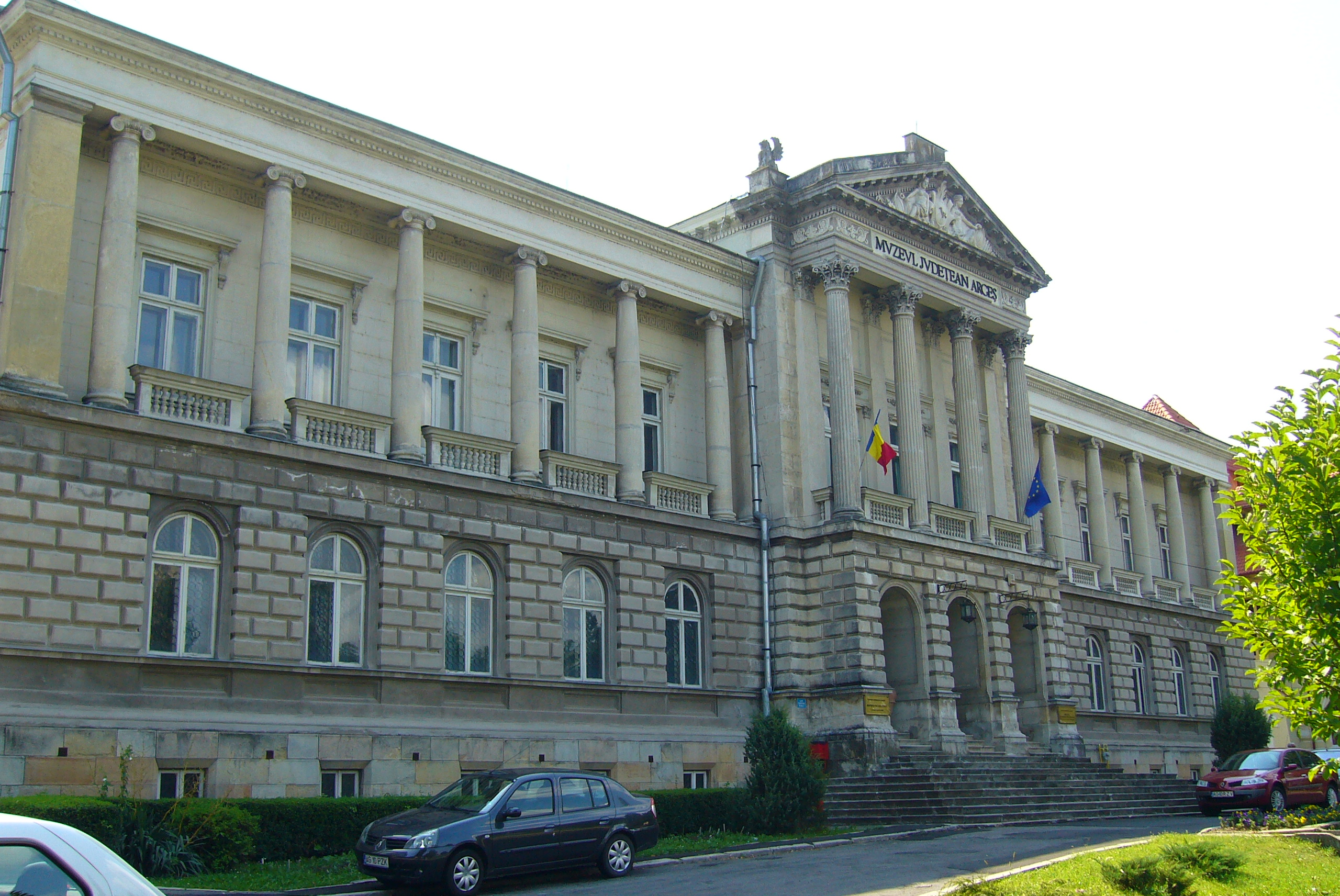
موزهٔ شهر
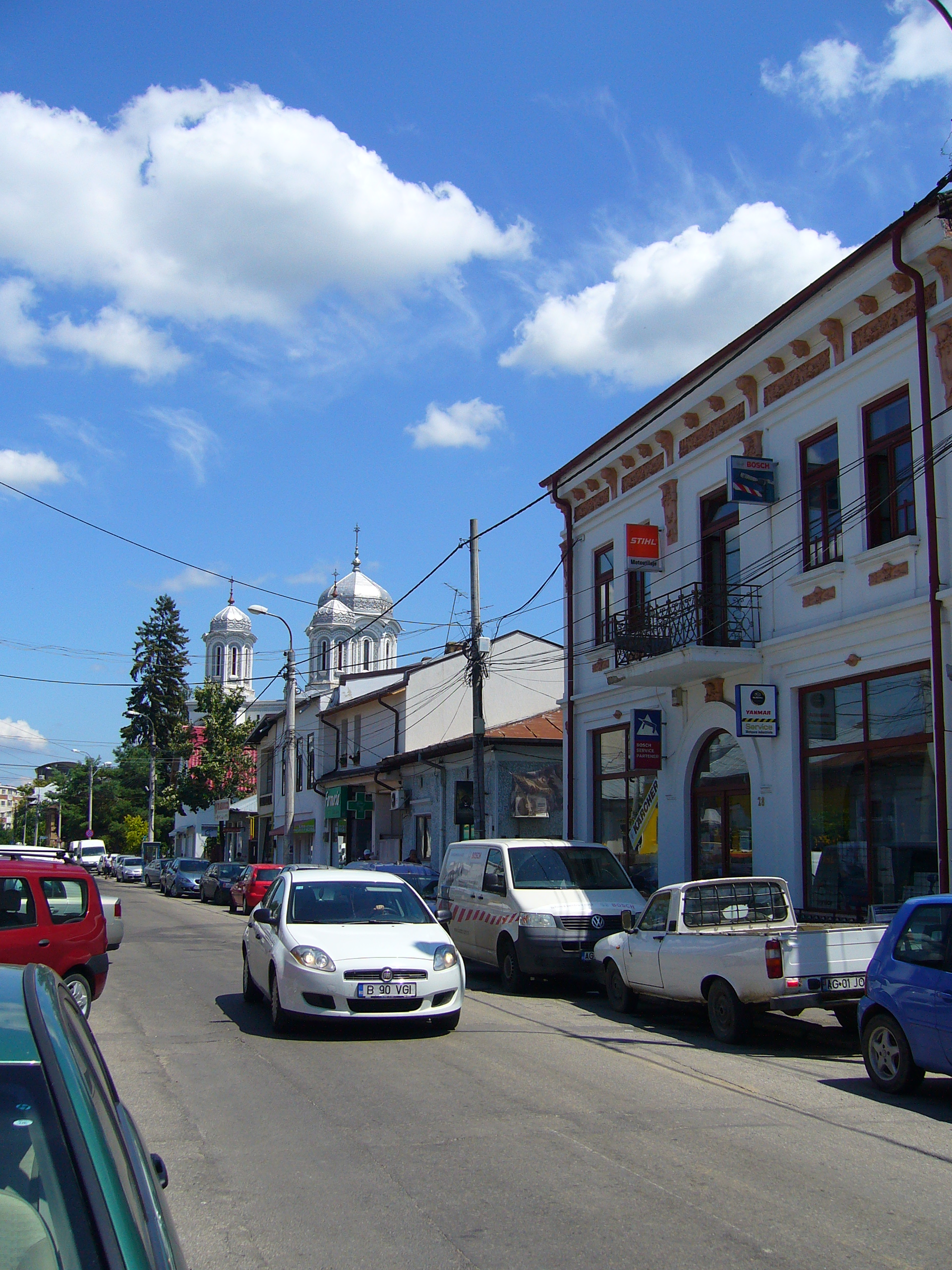
نمایی از خیابانِ اسفانتا وینِری
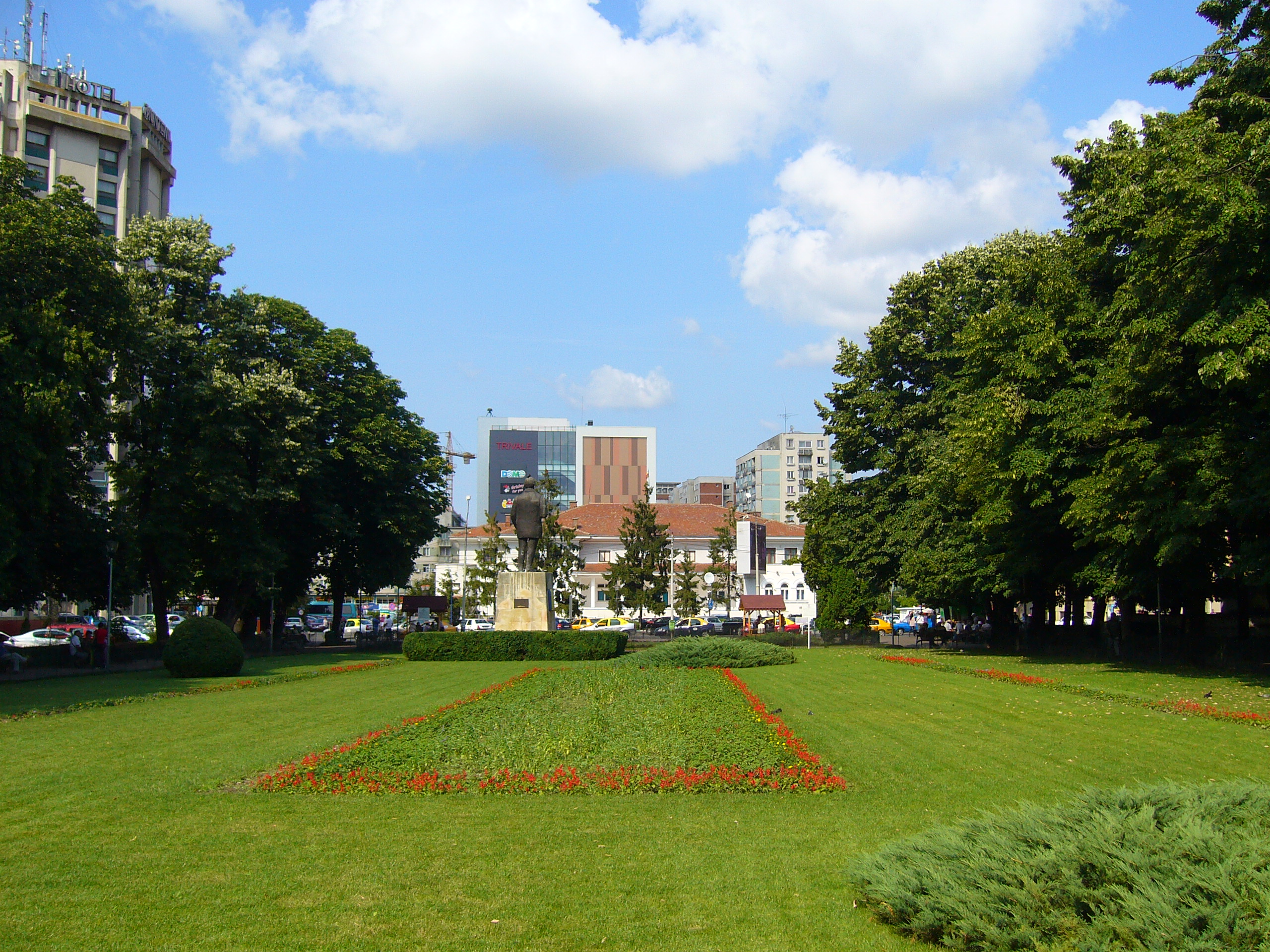
پارکِ ۱۹۰۷
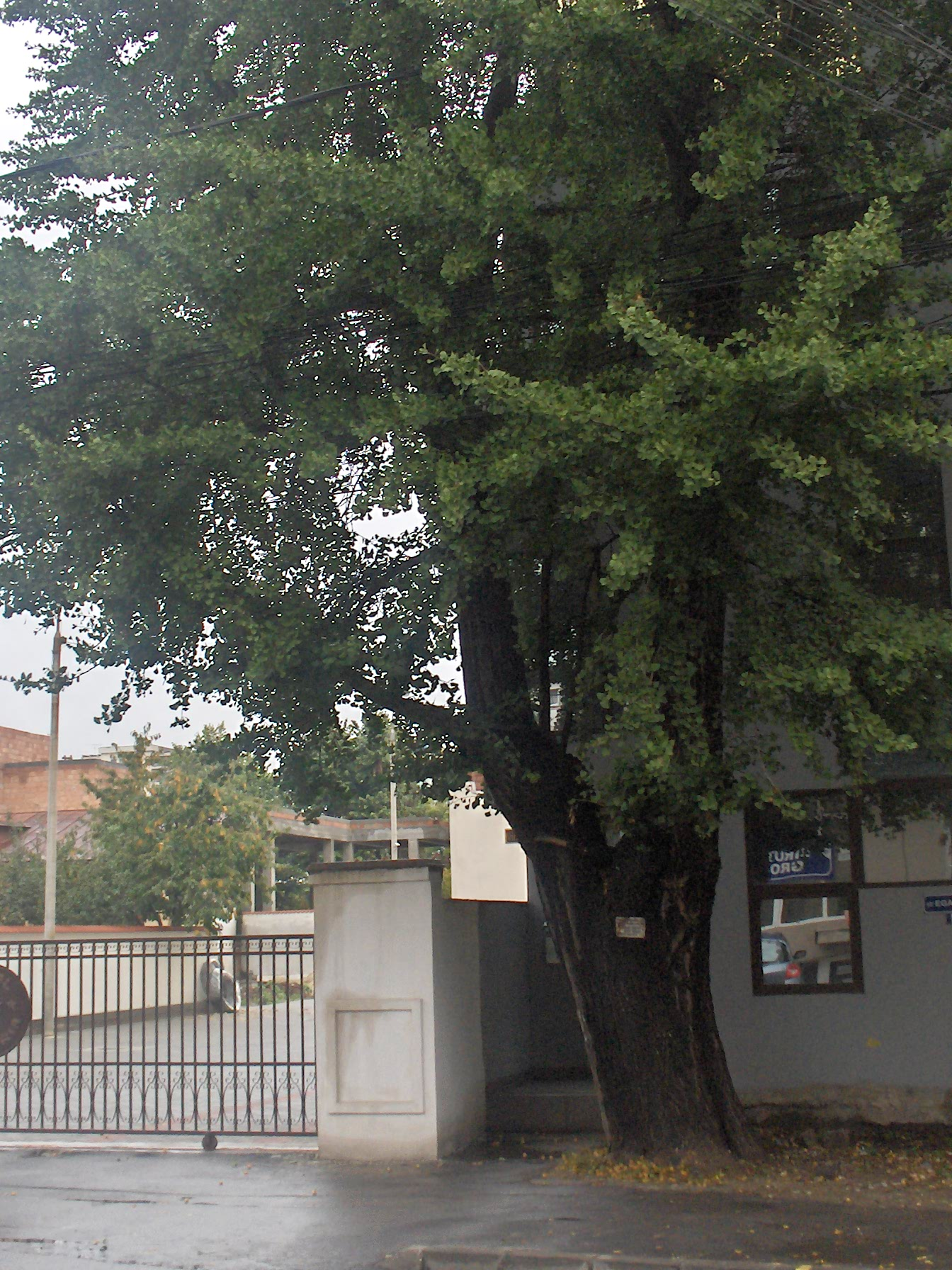
درختِ حفاظت‌شده در خیابانِ اِگالیتات
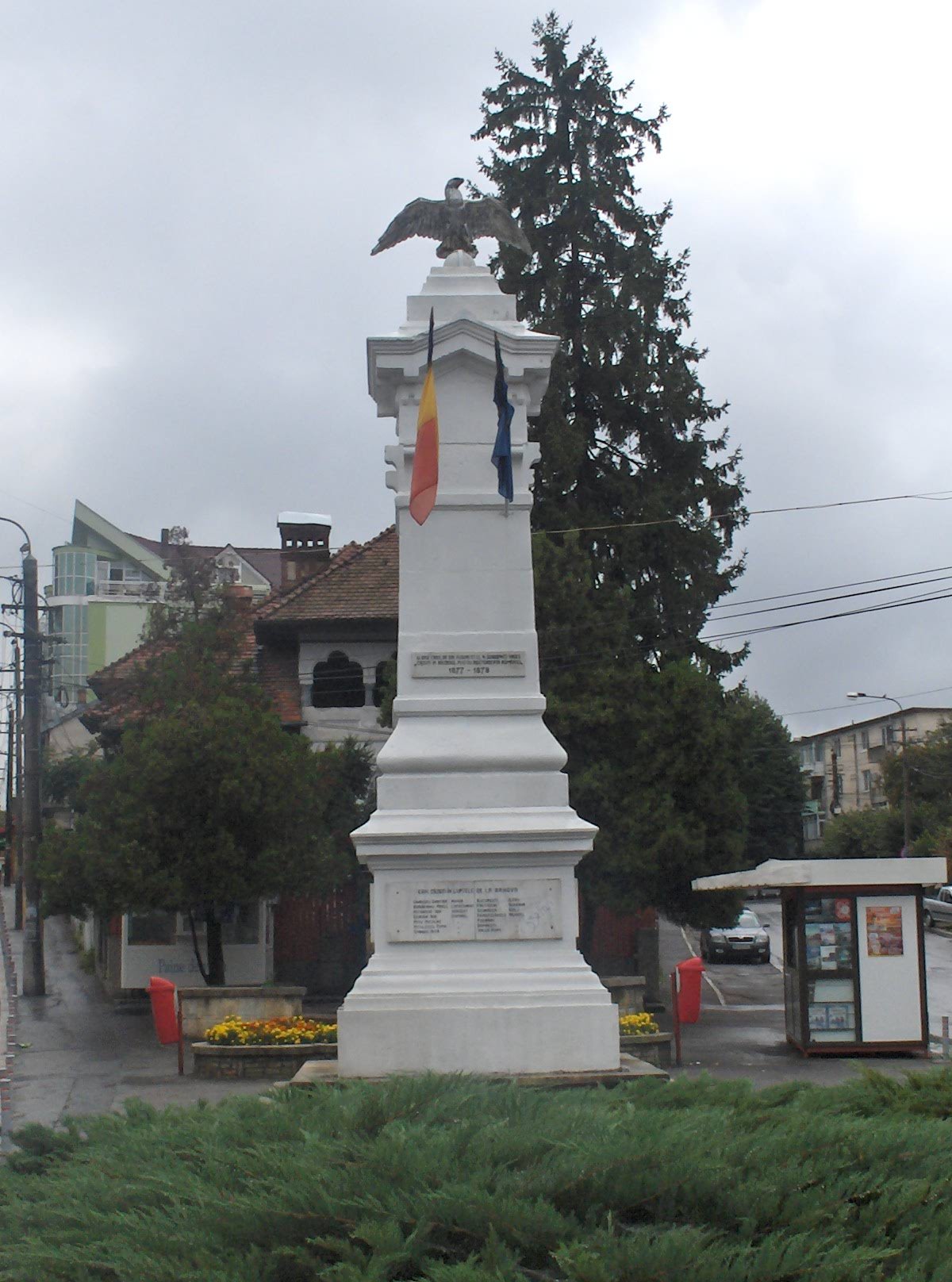
یادبودِ سربازانِ کشته‌شده در جنگِ روس و عثمانی (۱۸۷۷-۱۸۷۸)
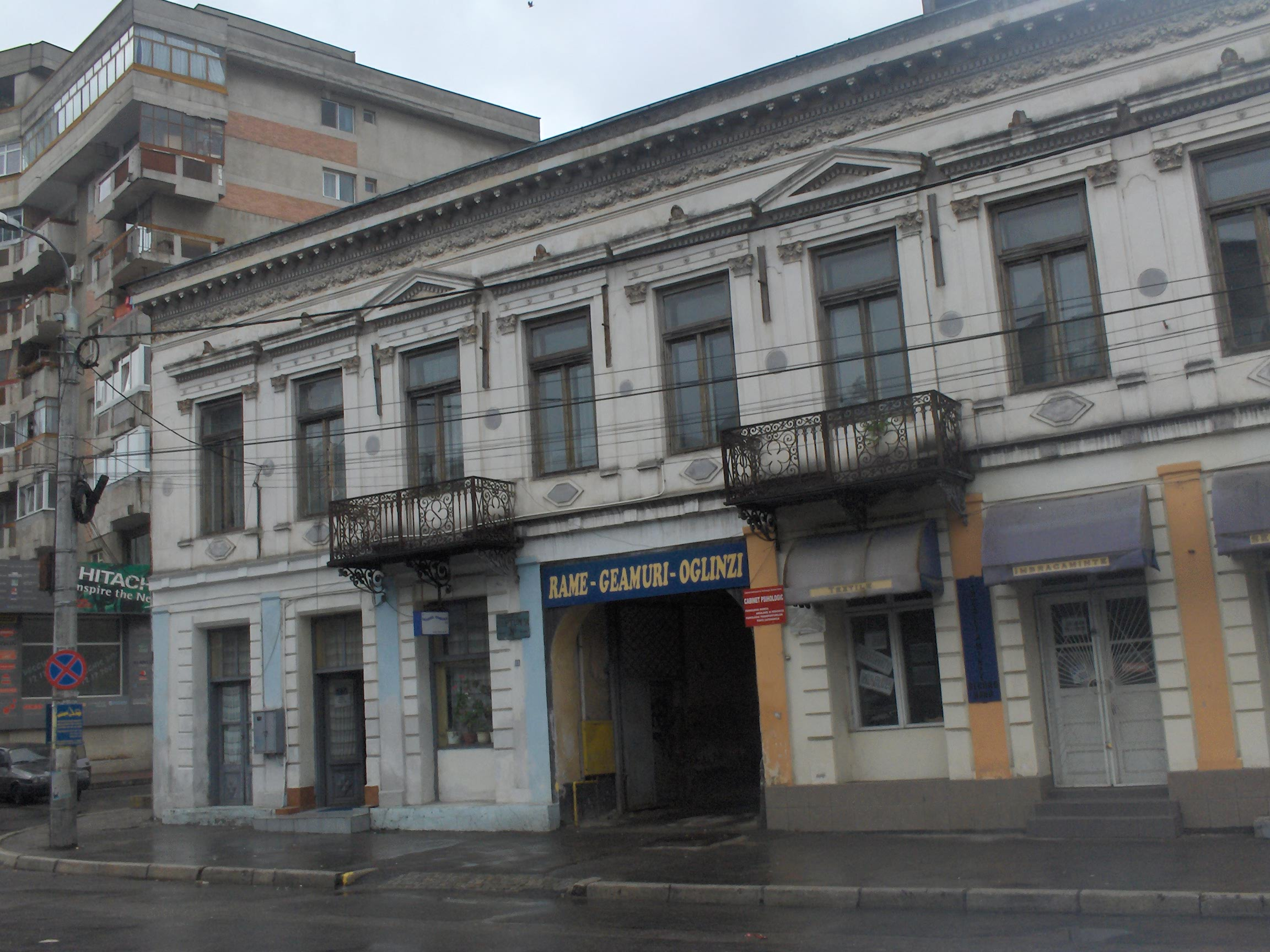
ساختمان شهر درخیابانِ وینِری
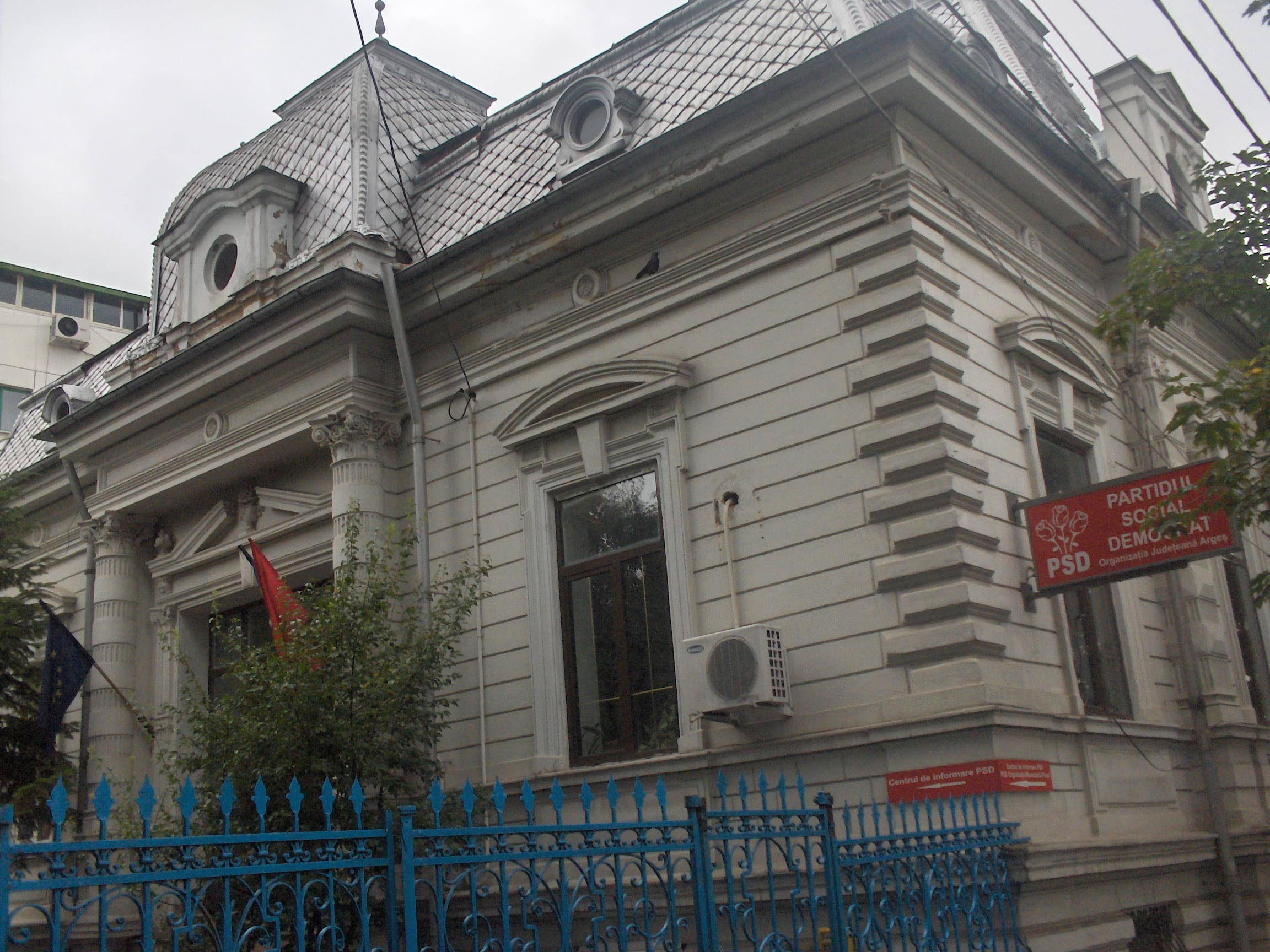
ساختمان تاریخیِ حزب دمکراتیکِ اجتماعی